# Freesia sparrmanii
Freesia sparrmanii är en irisväxtart som först beskrevs av Carl Peter Thunberg, och fick sitt nu gällande namn av Nicholas Edward Brown. Freesia sparrmanii ingår i släktet Freesia och familjen irisväxter. Inga underarter finns listade i Catalogue of Life.